# Kazimierz Biernatowski
Kazimierz Biernatowski (ur. 1932, zm. 10 maja 1988) – polski inżynier budownictwa. Absolwent Politechniki Wrocławskiej. Od 1977 r. profesor na Wydziale Budownictwa Lądowego Politechniki Wrocławskiej, w latach 1979–1981 dziekan Wydziału Budownictwa Lądowego. Pracę doktorską pt. Rozkład naprężeń w sypkim ośrodku gruntowym obciążonym podstawą krótkiego pala lub innym sztywnym fundamentem obronił w 1962, oraz rozprawę habilitacyjną Stateczność sztywnych fundamentów na podłożu sypkim w 1971.